# Юр'єв-Польський район
Юр'єв-Польський район (рос. Юрьев-Польский район) — адміністративна одиниця Росії, Владимирська область. До складу району входять 1 міське та 3 сільських поселення. Серед 138 населених пунктів 1 місто та 137 сільських населених пунктів.
Адміністративний центр — місто Юр'єв-Польський.

## Історія
11 травня 2005 року відповідно до Закону Владимирської області № 55-ОЗ район наділений статусом муніципального району, у складі якого утворені 1 міське та 3 сільських поселення.

## Населення
| 1939    | 1959    | 1970    | 1979    | 1989    | 2002    | 2009    |
| ------- | ------- | ------- | ------- | ------- | ------- | ------- |
| 54 397  | ↘42 249 | ↗49 437 | ↘43 303 | ↘42 219 | ↘39 023 | ↘37 378 |
| 2010    | 2011    | 2012    | 2013    | 2014    | 2015    | 2016    |
| ↘36 747 | ↘36 682 | ↗36 744 | ↘36 518 | ↘36 361 | ↘36 080 | ↘35 567 |
| 2017    | 2018    |         |         |         |         |         |
| ↘35 141 | ↘34 746 |         |         |         |         |         |